# Vicq-Exemplet
Pour les articles homonymes, voir Vicq.
Vicq-Exemplet est une commune française située dans le département de l'Indre, en région Centre-Val de Loire.
À Vicq-Exemplet est situé le haras dont est issu Hooker Berry, vainqueur du Prix d'Amérique Legend Race 2023.

## Géographie

### Localisation
La commune est située dans le sud-est du département, à la limite avec le département du Cher. Elle est située dans la région naturelle du Boischaut Sud.
Les communes limitrophes sont : Thevet-Saint-Julien (6 km), Saint-Christophe-en-Boucherie (6 km), Rezay (6 km), Maisonnais (6 km), Beddes (6 km), Néret (7 km), Montlevicq (8 km) et Châteaumeillant (9 km).
Les communes chefs-lieux et préfectorales sont : La Châtre (13 km), Issoudun (37 km), Châteauroux (39 km) et Le Blanc (82 km).

### Hameaux et lieux-dits
Les hameaux et lieux-dits de la commune sont : le Bois l'Abbé, qui possède une belle tour d'une ancienne fortification ; Fonteneau, avec un ancien lavoir et une source importante qui est captée, et qui alimentait le « moulin de Fonteneau » ; la Seigneurie ; la Cabotterie, avec une croix remarquable ; le Petit Foulinin ; le Grand Foulinin ; les Loges ; le Bois Trévy ; Boulaise, au sud du bois de même nom. On y trouve une grange aux dîmes et d'anciens moulins ; la Grande Alphare, où se trouve une stèle commémorant la mort de quatre combattants en 1944,.

### Géologie et hydrographie
La commune est classée en zone de sismicité 2, correspondant à une sismicité faible.
Le territoire communal est arrosé par la rivière Sinaise, qui forme en partie sa limite, à l'est, avec la commune de Maisonnais (Cher).

### Climat
Pour des articles plus généraux, voir Climat du Centre-Val de Loire et Climat de l'Indre.
En 2010, le climat de la commune est de type climat océanique dégradé des plaines du Centre et du Nord, selon une étude du CNRS s'appuyant sur une série de données couvrant la période 1971-2000. En 2020, Météo-France publie une typologie des climats de la France métropolitaine dans laquelle la commune est exposée à un climat océanique altéré et est dans la région climatique Ouest et nord-ouest du Massif Central, caractérisée par une pluviométrie annuelle de 900 à 1 500 mm, maximale en automne et en hiver.
Pour la période 1971-2000, la température annuelle moyenne est de 11,4 °C, avec une amplitude thermique annuelle de 15,3 °C. Le cumul annuel moyen de précipitations est de 794 mm, avec 12,1 jours de précipitations en janvier et 7,3 jours en juillet. Pour la période 1991-2020, la température moyenne annuelle observée sur la station météorologique de Météo-France la plus proche, « St-christophe », sur la commune de Saint-Christophe-en-Boucherie à 6 km à vol d'oiseau, est de 11,9 °C et le cumul annuel moyen de précipitations est de 850,4 mm,. Pour l'avenir, les paramètres climatiques de la commune estimés pour 2050 selon différents scénarios d'émission de gaz à effet de serre sont consultables sur un site dédié publié par Météo-France en novembre 2022.

### Voies de communication et transports
Le territoire communal est desservi par les routes départementales : 71, 71A, 73, 80 et 951BIS.
La gare ferroviaire la plus proche est la gare de Châteauroux, à 44 km.
Vicq-Exemplet est desservie par la ligne E du Réseau de mobilité interurbaine.
L'aéroport le plus proche est l'aéroport de Châteauroux-Centre, à 47 km.
Trois sentiers de randonnées sont balisés. Ils partent de l'église Saint-Martin et y retournent. Le premier sentier de randonnées, balisé « bleu », est d'une longueur de 6 km et d'une durée d'environ 1 heure 30 minutes. Le deuxième sentier de randonnées, balisé « jaune », est d'une longueur de 15 km et d'une durée d'environ 3 heures 45 minutes. Le troisième sentier de randonnées, balisé « vert », est d'une longueur de 19 km et d'une durée d'environ 4 heures 45 minutes.

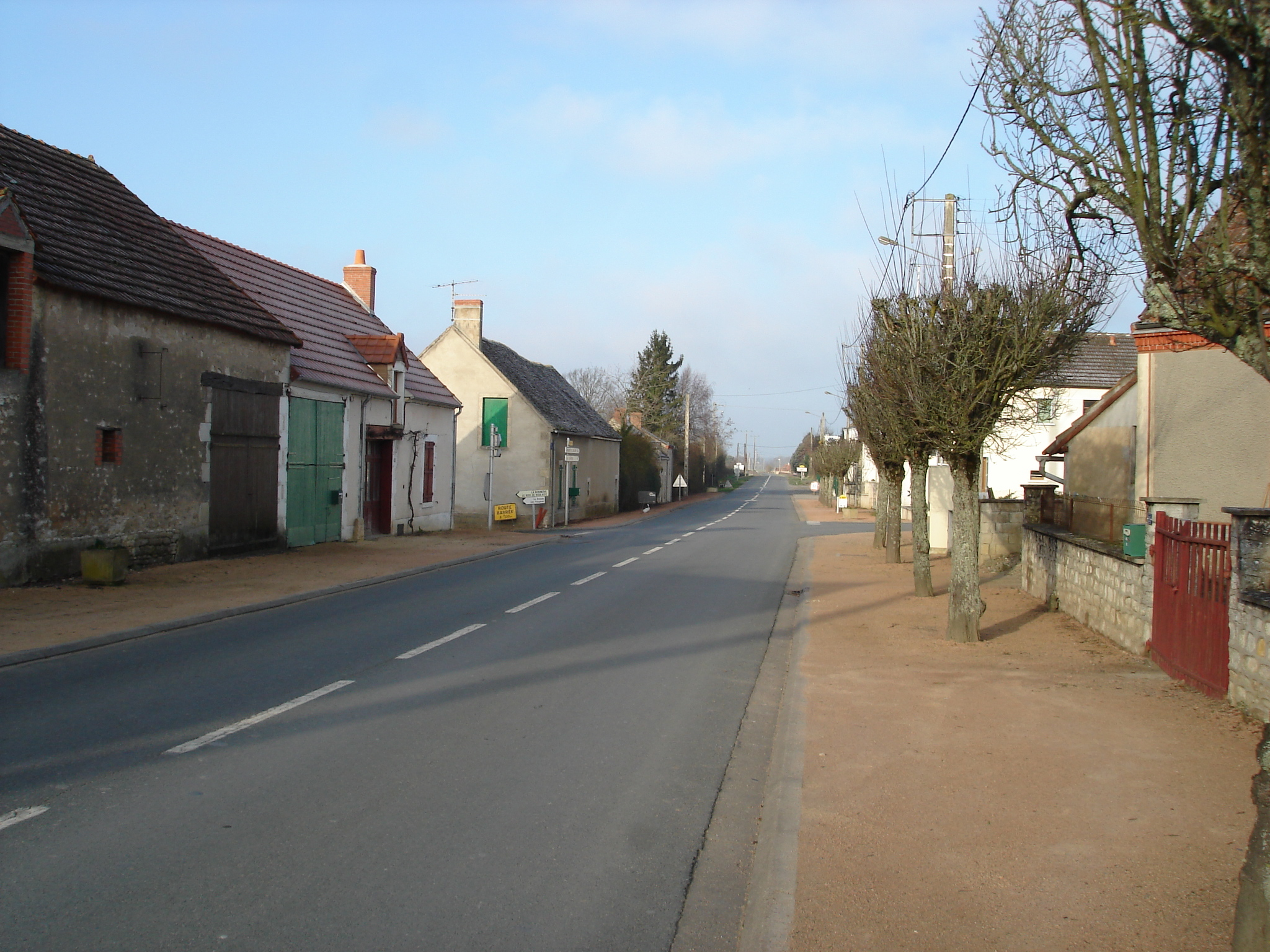
La route de La Châtre en direction de Thevet-Saint-Julien en 2012.
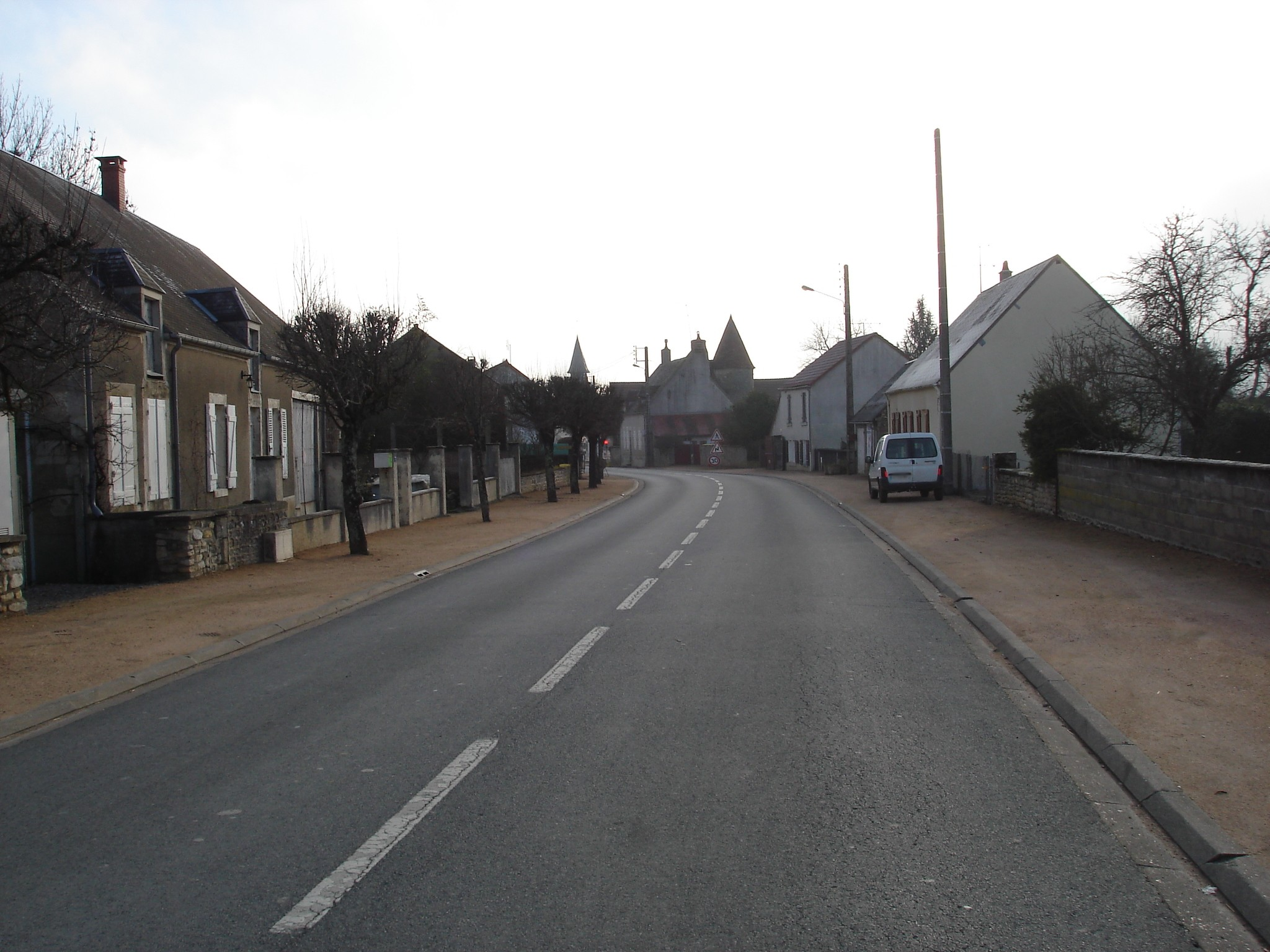
La route de La Châtre en direction du Châtelet en 2012.
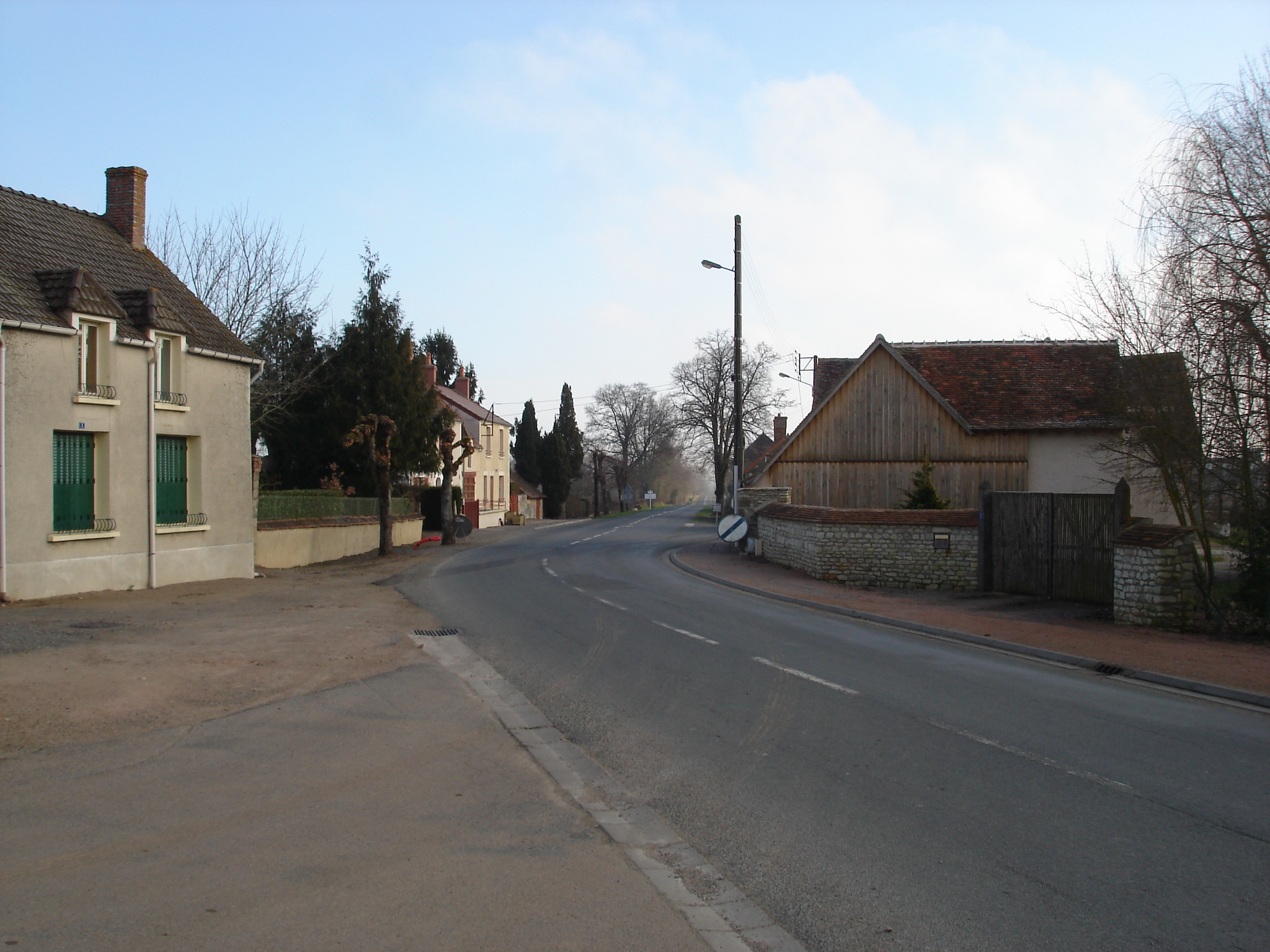
La route du Châtelet en 2012.
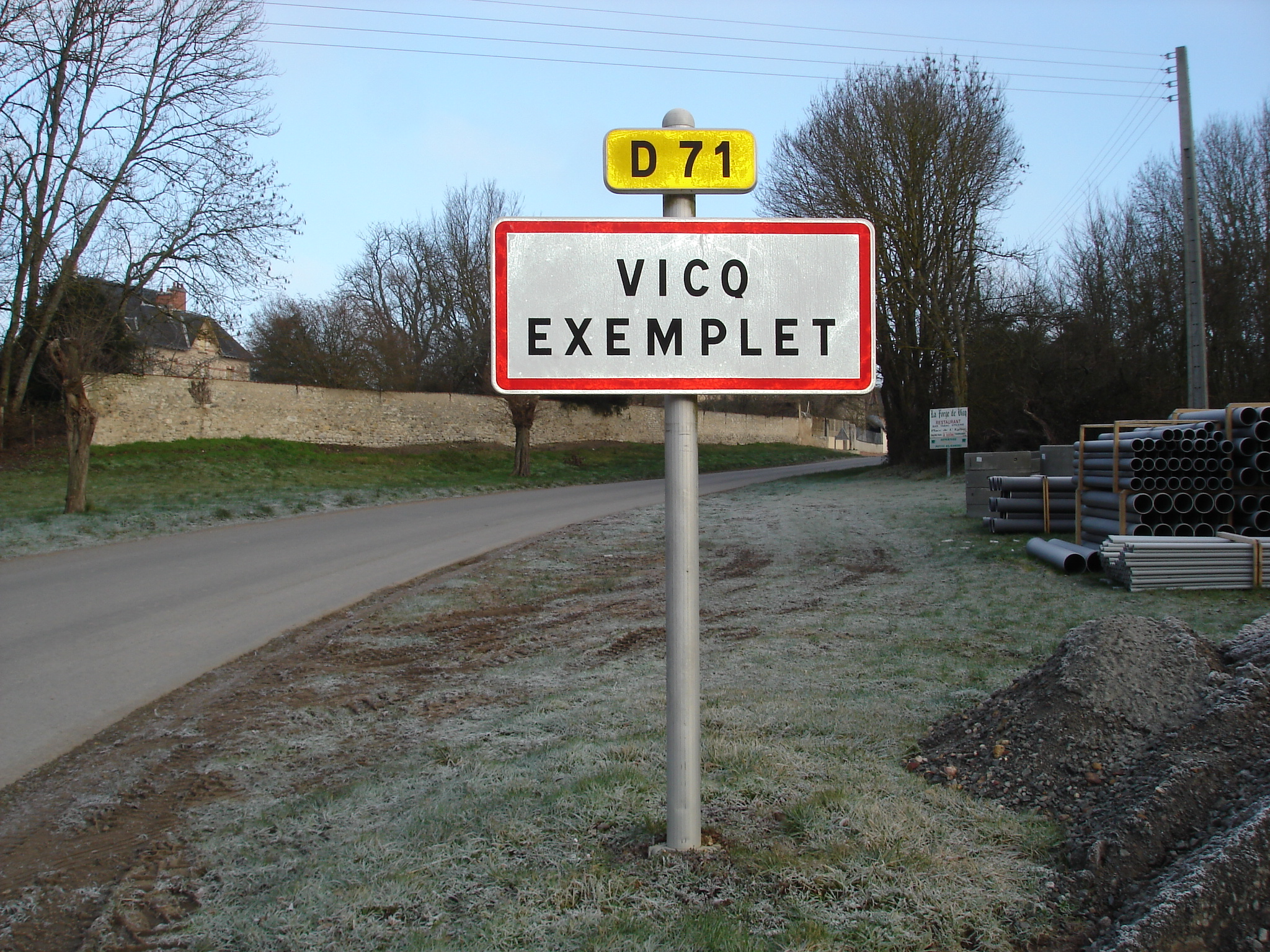
Le panneau d'entrée d’agglomération en 2012.

## Urbanisme

### Typologie
Au 1er janvier 2024, Vicq-Exemplet est catégorisée commune rurale à habitat très dispersé, selon la nouvelle grille communale de densité à sept niveaux définie par l'Insee en 2022.
Elle est située hors unité urbaine et hors attraction des villes,.

### Occupation des sols
L'occupation des sols de la commune, telle qu'elle ressort de la base de données européenne d’occupation biophysique des sols Corine Land Cover (CLC), est marquée par l'importance des territoires agricoles (93,5 % en 2018), une proportion sensiblement équivalente à celle de 1990 (93,4 %). La répartition détaillée en 2018 est la suivante : 
terres arables (41,6 %), prairies (41,5 %), zones agricoles hétérogènes (10,4 %), forêts (6,5 %). L'évolution de l’occupation des sols de la commune et de ses infrastructures peut être observée sur les différentes représentations cartographiques du territoire : la carte de Cassini (XVIIIe siècle), la carte d'état-major (1820-1866) et les cartes ou photos aériennes de l'IGN pour la période actuelle (1950 à aujourd'hui).

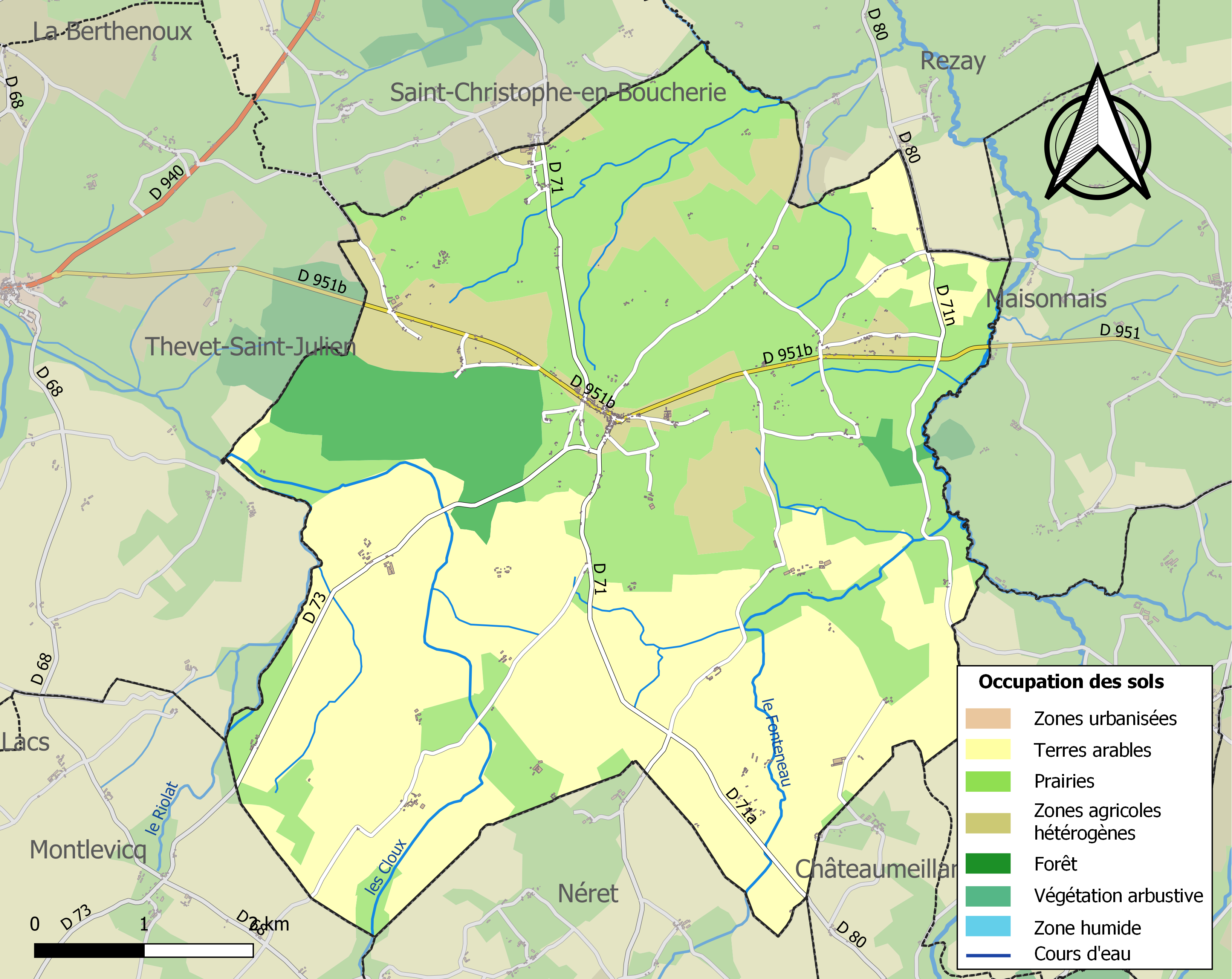
Carte des infrastructures et de l'occupation des sols de la commune en 2018 (CLC).

### Logement
Le tableau ci-dessous présente le détail du secteur des logements de la commune :
| Date du relevé                                              | 2013   |
| Nombre total de logements                                   | 279    |
| Résidences principales                                      | 56,6 % |
| Résidences secondaires                                      | 28,7 % |
| Logements vacants                                           | 14,7 % |
| Part des ménages propriétaires de leur résidence principale | 89,9 % |

### Risques majeurs
Le territoire de la commune de Vicq-Exemplet est vulnérable à différents aléas naturels : météorologiques (tempête, orage, neige, grand froid, canicule ou sécheresse) et séisme (sismicité faible). Un site publié par le BRGM permet d'évaluer simplement et rapidement les risques d'un bien localisé soit par son adresse soit par le numéro de sa parcelle.

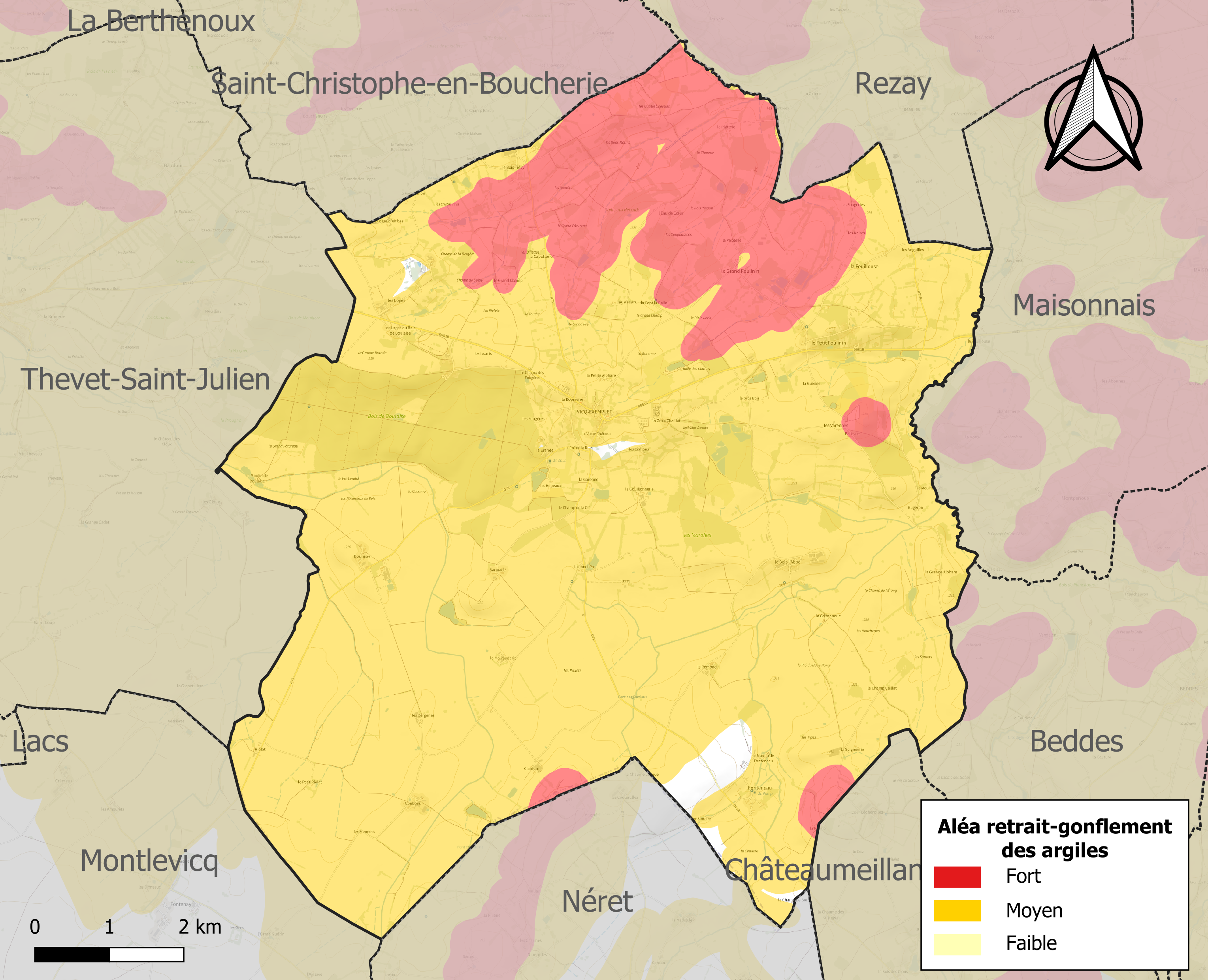
Carte des zones d'aléa retrait-gonflement des sols argileux de Vicq-Exemplet.

Le retrait-gonflement des sols argileux est susceptible d'engendrer des dommages importants aux bâtiments en cas d’alternance de périodes de sécheresse et de pluie. 98,7 % de la superficie communale est en aléa moyen ou fort (84,7 % au niveau départemental et 48,5 % au niveau national). Sur les 299 bâtiments dénombrés sur la commune en 2019, 296 sont en aléa moyen ou fort, soit 99 %, à comparer aux 86 % au niveau départemental et 54 % au niveau national. Une cartographie de l'exposition du territoire national au retrait gonflement des sols argileux est disponible sur le site du BRGM,.
Concernant les mouvements de terrains, la commune a été reconnue en état de catastrophe naturelle au titre des dommages causés par la sécheresse en 2011, 2016, 2018, 2019 et 2020 et par des mouvements de terrain en 1999.

## Toponymie
Le village portait anciennement le nom de Vicq-sur-l'Aubois. Sur la carte de Cassini, l'orthographe est: Vic Exemplet dit Vic sur Haut Bois.
Exemplet vient probablement de example, aussi essample qui signifie lieu défriché. Le défrichement en question pourrait remonter à l'époque de Saint-Louis,.
Ses habitants sont appelés les Vicquois.

## Histoire

### Préhistoire
Des objets datés du Moustérien et du Paléolithique supérieur ont été découverts, par L. Pradel, sur la « ferme des Varennes ». Il s'agit de pointes, de racloirs et de bifaces, de grattoirs et de burins.
Des objets datés du Néolithique, découvert au Petit Foulinin, sont conservés au musée d'Archéologie nationale de Saint-Germain-en-Laye.

### Moyen Âge
L'église Saint-Martin de Vicq-Exemplet fut donnée par l'archevêque de Bourges aux moines de l'abbaye Notre-Dame de Déols entre 1092 et 1099. Vers 1115, les moines de Déols construisent un prieuré au lieu-dit Bois l'Abbé. En 1453, ce prieuré devient une place forte située sur une motte féodale du haut Moyen Âge. Depuis le XVIIe siècle, seule une tour subsiste, après avoir été abaissée d'un étage.

### Les Templiers et les Hospitaliers
Riolat au sud de la commune et à la limite de Montlevicq était le chef-lieu d'une commanderie de l'ordre du Temple puis des Hospitaliers de l'ordre de Saint-Jean de Jérusalem (Domo Templi de Roleis Bituricensis diocesis, Commanderie de Riollais) devenue par la suite un membre de la commanderie de Farges (Langue d'Auvergne).

## Politique et administration
La commune dépend de l'arrondissement de La Châtre, du canton de La Châtre, de la deuxième circonscription de l'Indre et de la communauté de communes de La Châtre et Sainte-Sévère.
| Période                                  | Période   | Identité                   | Étiquette | Qualité             |
| ---------------------------------------- | --------- | -------------------------- | --------- | ------------------- |
| 1997,                                    | mars 2014 | François Gilbert de Cauwer | ?         | Exploitant agricole |
| mars 2014                                | En cours  | Pascal Couturier           | DVD       | Exploitant agricole |
| Les données manquantes sont à compléter. |           |                            |           |                     |

## Population et société

### Démographie
L'évolution du nombre d'habitants est connue à travers les recensements de la population effectués dans la commune depuis 1793. Pour les communes de moins de 10 000 habitants, une enquête de recensement portant sur toute la population est réalisée tous les cinq ans, les populations de référence des années intermédiaires étant quant à elles estimées par interpolation ou extrapolation. Pour la commune, le premier recensement exhaustif entrant dans le cadre du nouveau dispositif a été réalisé en 2008.

En 2022, la commune comptait 321 habitants, en évolution de +0,63 % par rapport à 2016 (Indre : −3 %, France hors Mayotte : +2,11 %).
| 1793  | 1800  | 1806  | 1821 | 1831  | 1836  | 1841  | 1846  | 1851  |
| ----- | ----- | ----- | ---- | ----- | ----- | ----- | ----- | ----- |
| 1 200 | 1 101 | 1 000 | 902  | 1 146 | 1 182 | 1 220 | 1 237 | 1 213 |

| 1856  | 1861  | 1866  | 1872  | 1876  | 1881  | 1886  | 1891  | 1896  |
| ----- | ----- | ----- | ----- | ----- | ----- | ----- | ----- | ----- |
| 1 218 | 1 197 | 1 267 | 1 304 | 1 272 | 1 262 | 1 333 | 1 320 | 1 291 |

| 1901  | 1906  | 1911  | 1921  | 1926  | 1931  | 1936 | 1946 | 1954 |
| ----- | ----- | ----- | ----- | ----- | ----- | ---- | ---- | ---- |
| 1 223 | 1 317 | 1 270 | 1 145 | 1 056 | 1 033 | 975  | 882  | 733  |

| 1962 | 1968 | 1975 | 1982 | 1990 | 1999 | 2006 | 2008 | 2013 |
| ---- | ---- | ---- | ---- | ---- | ---- | ---- | ---- | ---- |
| 648  | 566  | 484  | 424  | 369  | 360  | 337  | 331  | 322  |

| 2018 | 2022 | - | - | - | - | - | - | - |
| ---- | ---- | - | - | - | - | - | - | - |
| 320  | 321  | - | - | - | - | - | - | - |

### Enseignement
La commune dépend de la circonscription académique de La Châtre. L'école communale locale a fermé.

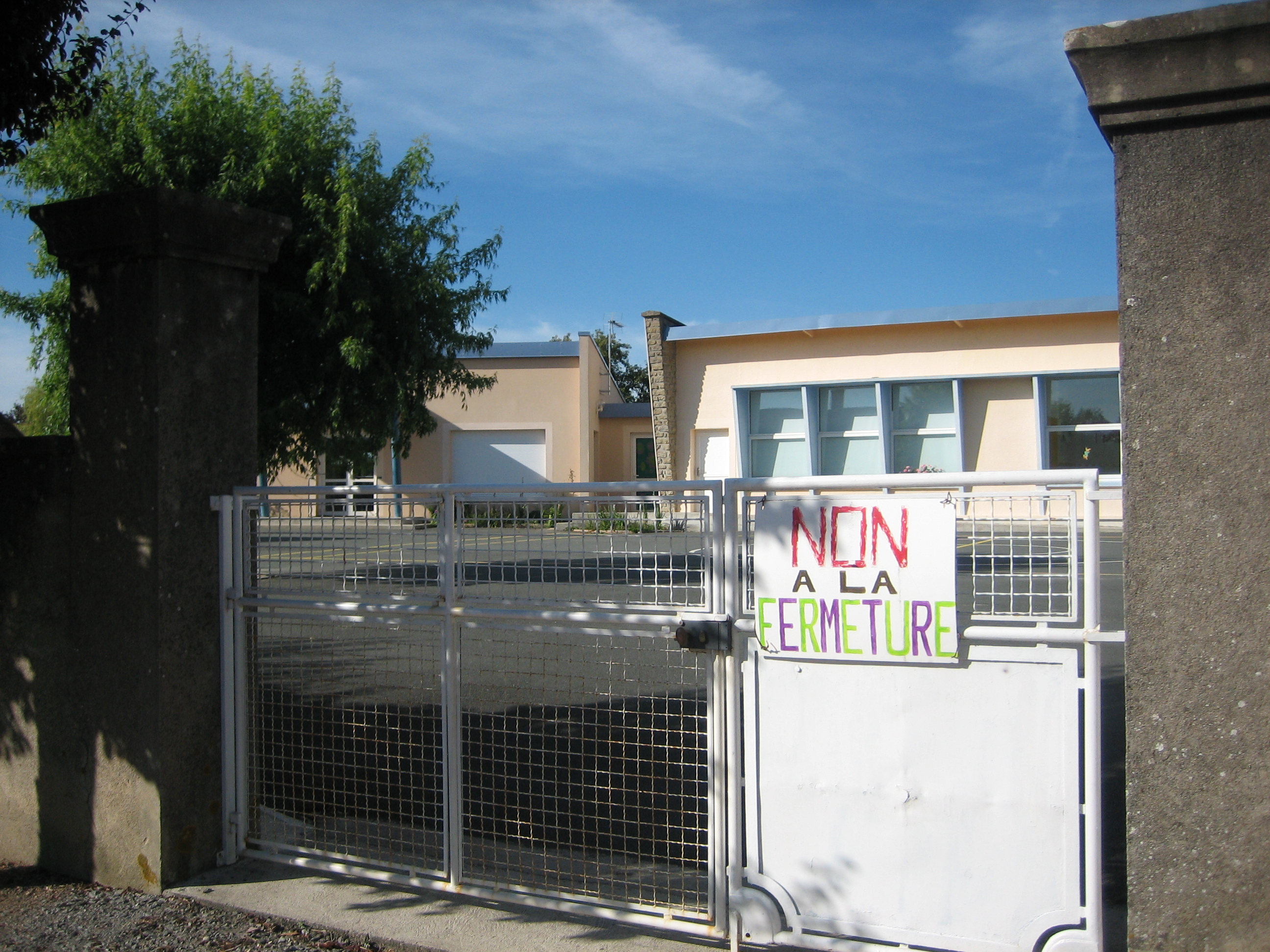
L'école élémentaire en 2012.

### Sports
Le cheval Hooker Berry,  étalon de l'élevage de chevaux de courses de Michel Aladenise au « Gros Bois », a remporté en 2023 le  Prix d'Amérique Legend Race.

### Médias
La commune est couverte par les médias suivants : La Nouvelle République du Centre-Ouest, Le Berry républicain, L'Écho - La Marseillaise, La Bouinotte, Le Petit Berrichon, L'Écho du Berry, France 3 Centre-Val de Loire, Berry Issoudun Première, Vibration, Forum, France Bleu Berry et RCF en Berry.

## Économie
La commune se situe dans la zone d’emploi de Châteauroux et dans le bassin de vie de Châteaumeillant.
La commune se trouve dans l'aire géographique et dans la zone de production du lait, de fabrication et d'affinage du fromage Valençay.
Vicq-Exemplet a une économie liée à l'agriculture (commerce de gros de matériel agricole et entreprise de transformation de viande). On y trouve un café-bar-restaurant, des commerces alimentaires, une poterie et des gîtes ruraux.

## Culture locale et patrimoine
- Église Saint-Martin (XIIe siècle) : portail roman en plein cintre, avec un arc à trois voussures orné d'une archivolte. Les vantaux du portail ont été sculptés en 1964 par l'abbé Aymon, curé de la paroisse de Thevet-Saint-Julien de 1941 à 1987 qui desservait aussi la commune. L'abside contient une fresque représentant un Christ en gloire et un tétramorphe, restaurée également par l'abbé[Note 5]. L'église a fait l'objet d'un ensemble d'opérations de rénovation.
- Monument aux morts
- Tour du Bois l'Abbé
- Grange dîmière
- Trois anciens moulins : le moulin de Fonteneau, le moulin de Boulaise, et le moulin brulé sur le bord de la Sinaise.

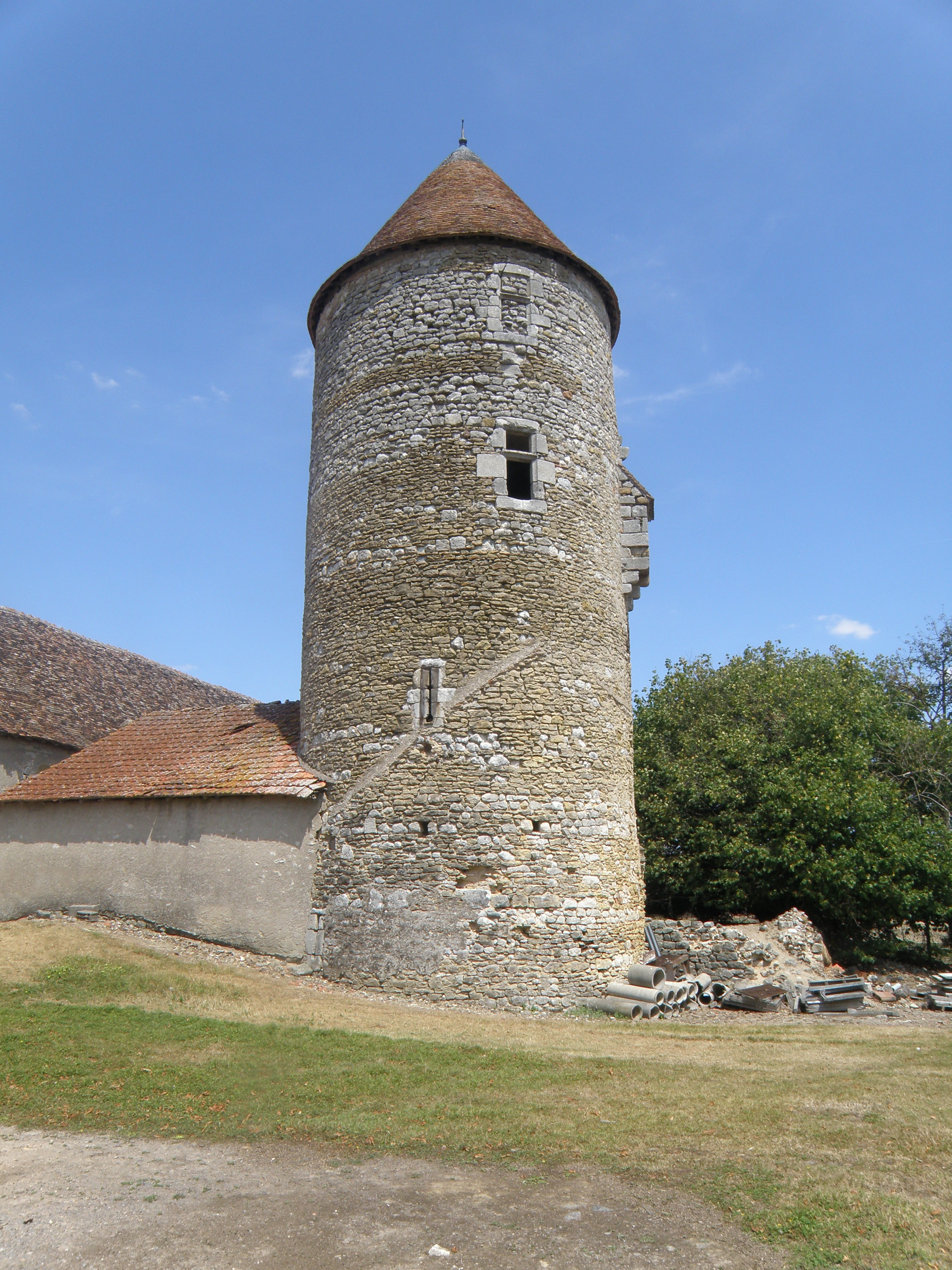
La tour du Bois l'Abbé en 2011.
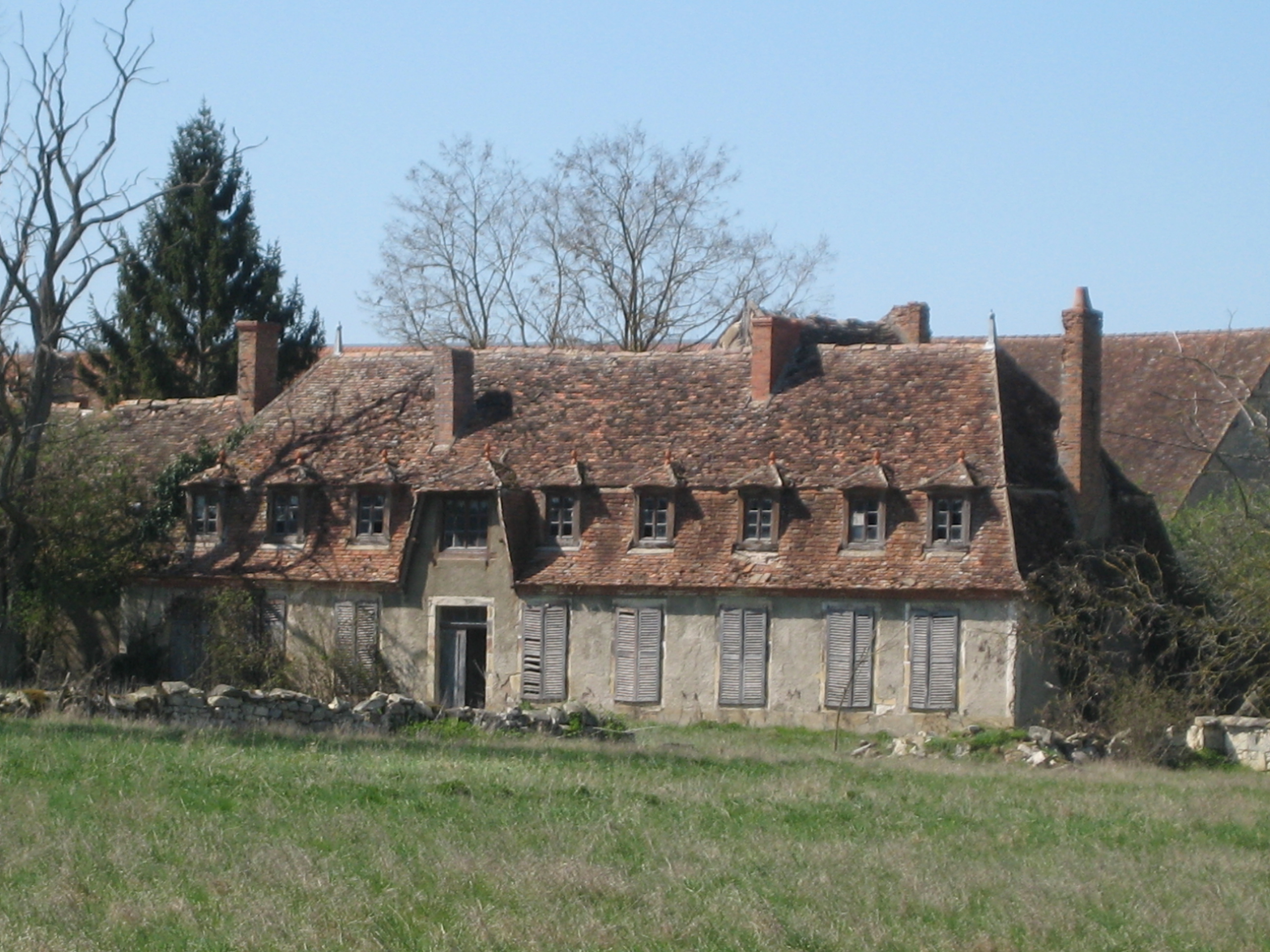
La grange aux dîmes à Boulaise en 2012.

### Personnalités liées à la commune
- Pierre Aucapitaine (1757-?), maire de Châteauroux de 1800 à 1806.
- Henri Aucapitaine (1832-1867), petit-fils du précédent, dit le « baron Aucapitaine ».